# 廣東快車
广东快车（Canton Express）是一场在2003年由侯瀚如策划的展览。该展览是第50届威尼斯双年展中的展览《紧急地带》的一部分。该展览包含了四个艺术家组合的作品，这也是第一次中国珠三角地区的艺术家参与到主要的国际活动中。该展览表现了80、90年代相应地区快速的工业化和城镇化进程。
根据該展覽其中一位參展藝術家郑国谷的描述，当时展品不得不通过航运走私的形式运出中国大陆，而且艺术家一定要途经香港、泰国和法国辗转抵达威尼斯。这是由于当时SARS爆发，香港和中国大陆实行了严格的隔离法和旅行禁令。

## 参加的艺术家组
- 大尾象工作组 - 陈劭雄、梁巨辉、林一林、徐坦以及金江波

- 博尔赫斯书店 – 陈侗、 Yu LI、冯倩钰

- U–Theque – 段建宇、刘珩、蔣志、 楊詰蒼、 楊勇

- 阳江青年 – 冯倩钰、沙业亚、郑国谷

## 在西九龍文化博物館重新展覽
在第一次展览之后，所有的艺术品都被中国收藏家管艺先生买走并且自费运回了中国。在2014年，管艺先生将藏品捐赠给了M+香港视觉文化博物馆。在2017年6月23日至2017年9月10日期间，当初广东快车展览的元素再次登台，在香港九龙艺术区的一个临时建筑物M+展亭中展出。当时的馆长是皮力。